# Scutigerella crassicornis
Scutigerella crassicornis är en mångfotingart som beskrevs av Hansen. Scutigerella crassicornis ingår i släktet norddvärgfotingar, och familjen snabbdvärgfotingar. Inga underarter finns listade i Catalogue of Life.